# 宮川 (福知山市)
宮川（みやがわ）は、京都府福知山市と宮津市を流れる由良川水系の河川。

## 地理

### 流路

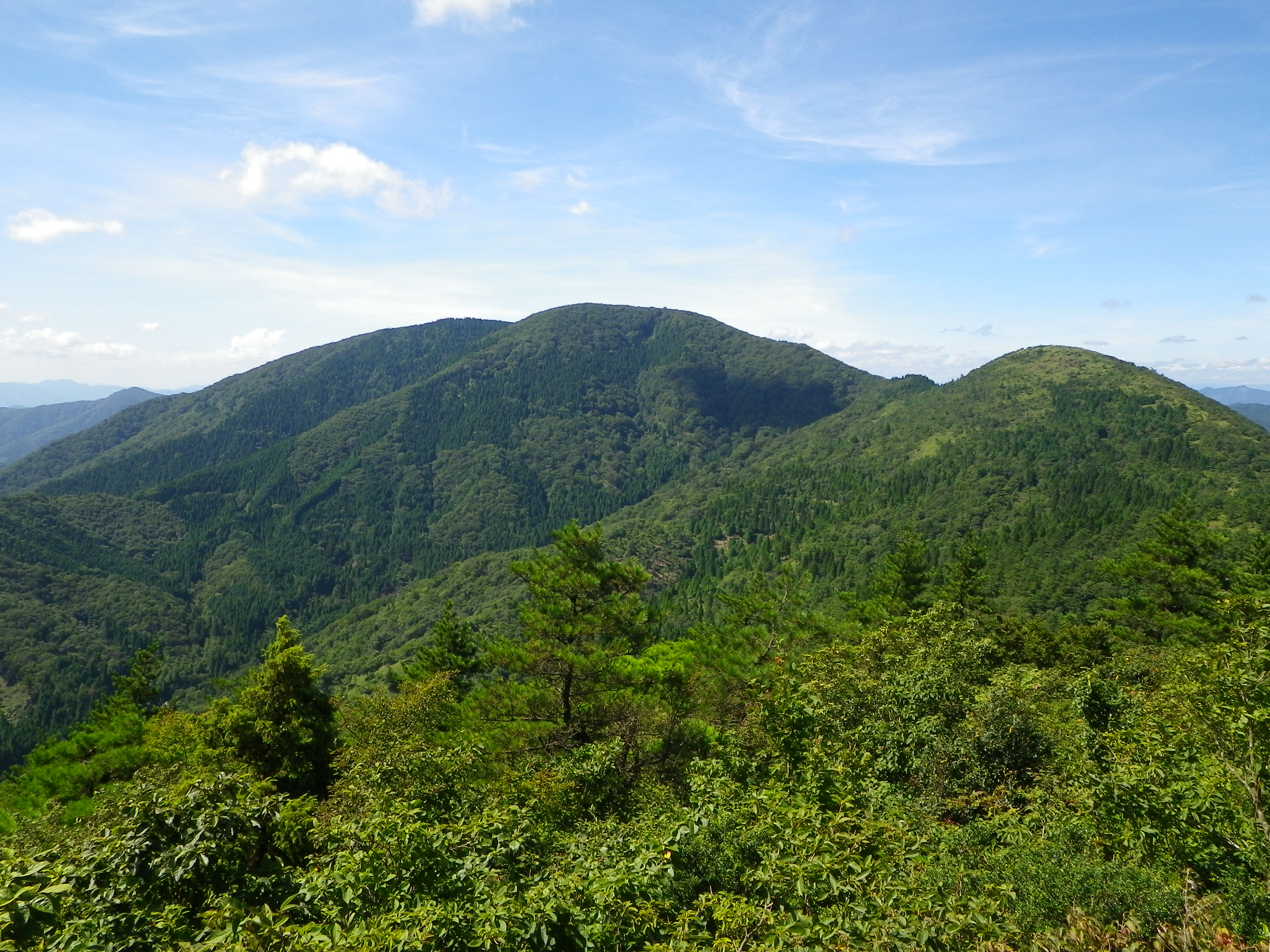
大江山

源流は大江山（千丈ヶ嶽）である。流域にはミズナラやブナなどの原生林が残っており、上流部は丹後天橋立大江山国定公園に選定されている。
宮津市中ノ茶屋を流れる堂渕川を合わせると、そこからの約300メートルは「京都の自然200選」に選定されている二瀬川渓流（二瀬川渓谷）である。平安時代には源頼光一行がこの地にやってきており、かつて二瀬川渓流には官女が衣を洗ったという衣掛松や洗濯岩があったとされる。1981年（昭和56年）には渓流沿いに約1300メートルの遊歩道が完成した。千丈ヶ滝と二瀬川渓流は「未来に残したいおおえの自然十景」に選定されている。
大江町仏性寺では二瀬川、大江町内宮では上杉川、大江町二俣では二俣川、大江町天田内では船岡川、大江町河守や大江町金屋では宮川と名を変え、内宮から外宮の間は五十鈴川とも呼ばれる。内宮発電所や皇大神社の近くには岩戸の渓谷であり、両岸には高さ20メートル以上の断崖絶壁がそそり立つ。
大江町河守～金屋には国道175号の宮川橋がかかっている。戦後の宮川橋は老朽化していたことで、悪い意味で大江町名物とされるほどだったが、1957年（昭和32年）には国費によって永久橋に架け替えられた。その後、新しく架け替えられ2010年（平成22年）から供用されている。河守上に狭い谷を築き、南進して由良川の本流に合流する。宮川橋より下流を除けば川幅は狭い。

### 千丈ヶ滝
千丈ヶ原ダムの下流には千丈ヶ滝がある。滝というよりは切り立った急崖の様相であるとされ、岩肌を25メートルの落差の滝が流れている。江戸時代の俳人である加賀千代女は皇大神社や大江山を訪れており、紀行文『老足の拾ひわらじ』で千丈ヶ滝に言及している。
かつて滝口近くには「滝の不動さん」と呼ばれる不動堂があった。1921年（大正10年）9月25日に千丈ヶ原ダムが決壊した際に壊れ、現在は道路を隔てた山側に祀られている。

## 自然災害

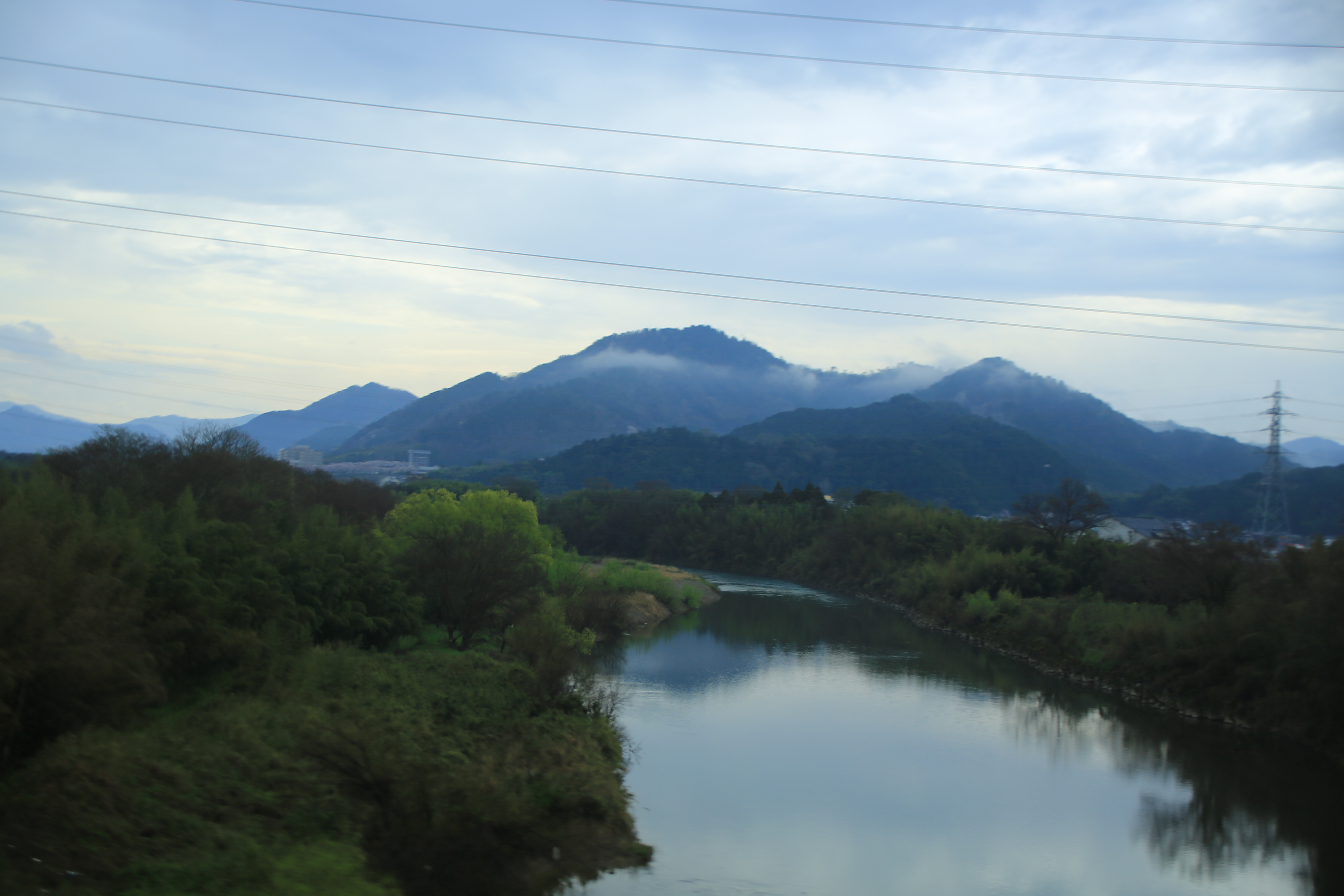
由良川

2004年（平成16年）10月の平成16年台風第23号の際、由良川は戦後における最高水位である7.8メートル、最大流量6,500トンを記録し、流域では冠水や土砂災害などの甚大な被害が発生した。宮川においても被災家屋28棟（床下浸水16棟、床上浸水12棟）という被害が発生した。

## 流域の施設

### 発電所
- 関西電力内宮発電所 - 大江町内宮上杉にある水力発電所（ダム水路式発電所）[1]。1917年（大正6年）12月21日稼働開始[1]。1951年（昭和26年）5月1日、電気事業再編成令によって関西電力が所有者となる[1]。二瀬川の流域を利用している[1]。発生した電気は橋谷発電所に送電される[1]。最大出力200キロワット[1]。
- 関西電力橋谷発電所 - 大江町橋谷堀川にある水力発電所（ダム水路式発電所）[1]。1923年（大正12年）1月4日稼働開始[1]。1951年（昭和26年）5月1日、電気事業再編成令によって関西電力が所有者となる[1]。雲原川の流域を利用している[1]。最大出力410キロワット[1]。

### ダム
- 千丈ヶ原ダム - 仏性寺発電所のために1917年（大正6年）6月6日完成[1]。建設工事中には藤原吉蔵によって河守鉱山の鉱脈露頭が発見されている[10]。1921年（大正10年）9月25日にはダムが決壊し、下流の耕地や山林が流されたほか、堤防や橋梁や道路が破壊された[1]。その後千丈ヶ原ダムは復旧され、仏性寺発電所は1948年（昭和23年）頃まで稼働した[1]。

## 流域の自治体
- 京都府福知山市 - 大部分は旧大江町であり、その他には雲原。
- 京都府宮津市 - 中ノ茶屋。

## 支流
- 堂渕川
- 毛原川（千歳川）
- 北原川（早谷川）
- 的場川
- 玉川
- 雲原川（橋谷川）